# Тёмное королевство
«Тёмное королевство» (яп. ダークキングダム Да:ку Кингудаму) — организация антагонистов в метасерии «Сейлор Мун». Её члены являются основными противниками героев в первой сюжетной арке серии и ответственны за разрушение древнего Лунного королевства Серебряного Тысячелетия.
Тёмное королевство вернулось к своему существованию в XX веке, когда слуги тех, кто служил королеве Металии тысячелетия назад (в битве против цивилизации на Луне), были возрождены. Королева Берилл и её четверо генералов (ситэнно) управляют этой группой, стараясь собрать энергию людей, чтобы возродить Металлию.
Один из генералов вызывает созданий, зовущихся демонами (яп. 妖魔 ё:ма), представляющимися как монстры дня в аниме, чтобы выкачать энергию, найти принцессу, остановить сейлор воинов или выполнить какие-либо другие задачи, чтобы Тёмное Королевство могло осуществить свои преступные планы.

## Ключевые персонажи

### Королева Берилл
Королева Берилл (яп. クイン・ベリル Куин Бэриру) — первая из главных злодеев в «Sailor Moon». Её оригинальное имя дано в честь минерала берилла. Берилл обладает огромной магической силой, но она использует большую её часть, чтобы соединить энергию жизни, собираемую её подданными, с сущностью, называемой королева Металлия.
В большинстве версий истории она обладает способностью склонять других к службе Тьме. Её генералы, например, когда-то были телохранителями и лучшими друзьями принца Эндимиона, и в большинстве версий истории она способна использовать свои силы, чтобы привлечь самого Такседо Маска на свою сторону.
В манге Берилл была красивой земной девушкой во времена Серебряного Тысячелетия. Она была влюблена в принца Эндимиона, но её любовь была безответной; когда она выяснила, что Эндимион встречается с принцессой Серенити с Луны, она была расстроена. Позже Берилл говорила, что стремление завоевать Эндимиона было единственной причиной, по которой она присоединилась к тёмной силе с Солнца, королеве Металлии. Металлия её увлекла на свою сторону и наделила силой, чтобы затем Берилл использовала свои новые силы для начала войны между Землёй и Лунным королевством.
Берилл убила принца Эндимиона, когда он пытался защитить принцессу Серенити, что привело к самоубийству принцессы. Спустя какое-то время Сейлор Венера победила королеву с помощью священного лунного меча. Королева Серенити, сильно ослабленная, снова запечатала Металлию, и перед тем, как умереть, отослала всё королевство переродиться на Земле.
Берилл «родилась» в 20-м веке, но обнаружила, что Металлия запечатана внутри Земли. Она стала королевой Тёмного Королевства, общающейся с королевой Металлией и руководящей четырьмя перерождёнными генералами: Джедайтом, Нефритом, Зойсайтом и Кунсайтом в поисках Серебряного Кристалла и сражении с только пробудившимися сейлор воинами.
Королева Берилл в состоянии привлечь на свою сторону реинкарнировавшегося принца Эндимиона, но только после того, как ему нанесут смертельную рану, при этом во многом он будет напоминать простого зомби. В конце она так и не сможет достать Серебряный Кристалл и опять убита Сейлор Венерой. Падая, она произносит имя Эндимиона и шепчет, что она всегда всего лишь смотрела на него.
В манге она изображена более трагичным персонажем, чем в аниме, даже испытывает небольшой момент сожаления, так как знает, что не может повернуть назад.
В аниме Королева Берилл устраивает множество атак на горожан Токио, пока Сейлор Мун, а позже и другие воины в матросках, разыскивают принцессу Луны. Она также похищает и промывает мозги принцу Эндимиону, пытаясь заставить его убить свою любимую, но когда он освобождается от её контроля и атакует её, она просит Металлию о новой силе. Вскоре Королева Берилл вместе с Металлией уничтожается Сейлор Мун, в которой пробуждается принцесса Серенити и объединяет силу Серебряного Кристалла с Лунной палочкой.
В игровом сериале, как и в манге, Берилл посылает своих ситэнно собирать энергию для Металлии, найти принцессу и заполучить Серебряный кристалл. В то же время у неё есть проблемы: Джедайт и Нефрит враждуют за её внимание; Зойсайт более предан принцу Эндимиону, чем ей; а у Кунсайта свои планы на овладение силой Металлии. В то же время становится известно, что Берилл возродила четырёх генералов и наложила на них заклинание подчинения, но только Джедайт и Нефрит полностью под её властью, так как они забыли свои прошлые жизни. В определённый момент Берилл создаёт собственную тень, Мио Куроки (Куроки Мио), которая должна уничтожить репутацию Усаги Цукино, являясь в то же время глазами и ушами Берилл.
Когда она узнаёт, что Мамору Чиба является Эндимионом, Берилл вынуждает его пойти вместе с ней, показав ему, что может с лёгкостью убить любого из генералов на примере Нефрита. Благодаря переиспользованию Серебряного Кристалла Усаги, Берилл теряет контроль над действиями Металлии. Королева гибнет в финале, когда её замок начинает рушиться под воздействием Серебряного Кристалла, используемого принцессой, чтобы уничтожить мир. Но всё же она не осталась одна, так как Джедайт остался с ней даже после того, как она сняла заклятие контроля, заявив, что Берилл — его госпожа по его собственному выбору.
Изначальная форма Берилл появляется во флешбеке в поздней части сериала Pretty Guardian Sailor Moon. Также оригинальную её внешность можно увидеть и в манге. В манге у её истинной внешности чёрные волосы, но в PGSM её волосы такие же красные.
Королева Берилл появляется в первом мюзикле, Gaiden Dark Kingdom Fukkatsu Hen и его новом выпуске, по сюжету схожем с первой сюжетной аркой серии. Затем она возрождается в мюзикле Eien Densetsu Сейлор Галаксией, которая использует её как марионетку, чтобы пробудить Сатурн. Берилл погибает, защищая Сейлор Мун. В Shin Densetsu Kourin Берилл убивает марионетку злого короля Эндимиона, чтобы дать шанс Сейлор Мун сразиться с Галаксией.
Несколько раз в мюзикле Берилл исполняет вместе с Плутоном песню Onna no Ronsou, которая объясняет, почему предательство Эндимионом в прошлом убило чувство любви в ней. Каждый раз при её исполнении Сейлор Плутон начинает с «Потому что мы похожи» или подобной фразы.
В аниме Берилл озвучивала Кэйко Хан, также давшая голос и Луне. Во время записи из-за контраста между этими голосами выходили казусы, когда она должна была менять с милого, кошачьего голоса Луны на глубокие, злые тоны Королевы Берилл. Иногда, она неожиданно озвучивала Берилл голосом Луны.
В мюзиклах Королеву Берилл изображали две актрисы: Юри Нисина и Акико Миядзава (которая до этого играла Сейлор Венеру). В сериале её роль исполнила Ая Сугимото.
Включение её как злого персонажа в линию кукл для девочек было описано как «радикальная идея». Тогда как кроме неё в серии были выпущены лишь 5 Сейлор Воинов.

### Королева Металлия
Королева Металлия в переводе на русский язык, в оригинале была Королевой Метариа (яп. クイン・メタリア Куин Мэтариа) — аморфное создание (изображена, как гигантский вихрь из тёмной энергии), похожее на неперсофицированного японского бога зла Амацу-Микабоси. Она была рождена как результат радиоактивности на солнце и настоящий сверхразум, стоящий за Тёмным Королевством. В вышедшей манге её имя романизируется как Metaria.
В манге, когда принц Эндимион и принцесса Серенити должны были пожениться, она привлекла на свою сторону тех землян, что были против этого союза. После воины Металлия была запечатана на Северном полюсе.
В 20-м веке Металлия смогла повлиять на возрождение Берилл и приказала ей найти Серебряный Кристалл, чтобы использовать его для своего освобождения. После того, как реинкарнация Эндимиона была поймана, Металлия проникла в тело юноши, чтобы использовать его как подходящее для себя. После того, как Сейлор Мун была вынуждена убить Эндимиона, Металлия освободилась. Она была окончательно уничтожена Сейлор Мун.
В аниме Металлия во многом такая же, за исключением нескольких моментов. Она становится настолько сильной, что получает возможность воскреситься самой и затем превратиться в огромное богоподобное существо.
В игровом телесериале Металлия лишена личности, осталось только желание уничтожить мир. Берилл изначально хотела использовать Серебряный кристалл для контроля за Металлией, но позже узнаёт, что сила камня сделала Металлию только сильнее. В актах 45—46 Металлия передаёт свою волю в сильнейшего ёму в его подчинении. В попытке остановить Металлию Эндимион запечатывает создание в своём теле, собираясь совершить самоубийство и унести Металлию с собой. Это даёт ужасные результаты, так как Металлия захватывает контроль над Эндимионом и затем использует его, чтобы попытаться заставить Сейлор Мун использовать силу Серебряного Кристалла. План Металлии преуспевает, но только после того, как Сейлор Мун вынужденно убивает Эндимиона. Но Сейлор Мун воскрешает Мамору с помощью силы Серебряного Кристалла.
В оригинальной версии аниме королева Металлия озвучена Норико Уэмура, которая также появилась в третьей сюжетной арке как ассистентка профессора Томоэ, Кауринайт. В сериале её озвучивала Мию Саваи, также исполнявшей роль Усаги Цукино и чей голос был обработан на компьютере для этой роли.

## Ситэнно
Ситэнно (яп. 四天王 Ситэнно:, Четыре небесных короля) — лидеры Тёмного Королевства, работающие непосредственно под командованием Королевы Берилл. Являются основной силой, противостоящей героям в начале любой версии серии: манге, аниме, мюзиклах и сериале. Название группы ситэнно пришло из буддистской мифологии. Каждый из них имеет знаки различия на своей униформе, определяющие его ранг.
Согласно манге ситэнно изначально были четырьмя хранителями и лучшими друзьями наследного принца Земли Эндимиона, но были подчинены Королевой Берилл. Когда они были перерождены в 20-м веке, они опять оказались под её влиянием, но сохранили чувство, что должны найти своего настоящего господина и помочь ему. В манге они продолжали появляться и после первой сюжетной арки в качестве духов-советников Мамору, реинкарнации Эндимиона. Сюжет с поисками господина не был отражён в аниме, но появился в мюзиклах и даже в игровом сериале.
Первый мюзикл, Sailor Moon — Gaiden Dark Kingdom Fukkatsu Hen и его перевыпуск, демонстрирует всех четверых ситэнно. На балу принцесса Серенити и принц Эндимион поют Waltz ni Koi wo Nosete, и ситэнно танцуют с внутренними воинами. Но эти романы быстро закончились, так как сейлор воины были вынуждены сражаться с ситэнно. Несмотря на то, что во всех случаях воины выиграли, ситэнно использовали ложь и трюки, чтобы причинить им вред, что привело в итоге к смерти обеих сторон.
В мюзикле 1997 года Eien Densetsu появляются только Кунсайт и Зойсайт. Зойсайт флиртует с Ами и даже исполняет с ней песню дуэтом (Itsuwari no Forevermore, букв. Lies Forevermore). Ами отвечает на его ухаживания только потому, что не помнит ничего. Они даже поцеловались бы, если бы им не помешали.
В Starlights — Ryuusei Densetsu роман между ситэнно и воинами-хранительницами может быть опять заметен. Ситэнно были посланы флиртовать с воинами, чтобы отвлечь их от обязанности сражаться. Ситэнно в своих человеческих обличиях защищают воинов от Сейлор Галаксии. Они также были замечены флиртующими со своими парамами.
В мюзикле Kakyuu-Ouhi Kourin есть группа, называющая себя нео ситэнно. Членов нео ситэнно зовут Кунсайт, Гематит, Гидденит и Калунит. Нет никакого объяснения для смены их имен, но они выглядят идентично Зойсайту, Нефриту и Джедайту. Группа работает вместе с перерождённой королевой Берилл под командованием Галаксии, хотя они пятеро по сюжету прекратили подчиняться Галаксии.

### Джедайт
Джедайт (яп. ジェダイト Дзэдайто) — первый появившийся из ситэнно, обладающий низшим званием из всех (хотя он и старше Зойсайта). В Materials Collection Наоко Такэути описывает его, как выглядящего лет на 18, делая его старше Зойсайта, хотя в сериале он самый молодой. Он — глава отделения Тёмного Королевства на Дальнем Востоке и носит имя в честь минерала жадеита.
В манге миссия Джедайта найти Серебряный Кристалл, но в один момент меняется на сбор жизненной энергии для королевы Металлии. Он мало взаимодействует с другими ситэнно, только мельком виден с Нефритом. Он выразил влечение к Сейлор Марс и был убит ею, так что Нефрит решил отомстить за павшего товарища. В поздней истории Casablanca Memories Зойсайт также пытался отомстить за Джедайта.
В аниме охота за энергией — главная задача Джедайта. Он превратился в женоненавистника, часто замечая, как женщины и девушки не могут сравниться с его силой и превзойти его методы. Он использует разные места и разные обличья, чтобы забрать энергию у людей, всё время нацеливаясь на толпы за раз, в определённый момент он вызывает трёх сейлор воинов на дуэль, но в итоге бежит с поля боя. Из-за постоянных провалов, Королева Берилл в наказание поместила его в «Вечный сон», не зная, что как раз перед тем, как прийти к ней, он узнал, кто скрывается под именами воинов. При этом сюжет разворачивается так, что пока действует Джедайт, ещё не известно, что есть и другие ситэнно.
В Sailor Moon Crystal Джедайт первым начинает поиск Серебряного Кристалла. Как и в манге, проявляет интерес к Сейлор Марс, по сюжету позже раскрывается, что они с девушкой любили друг друга. Погибает вместе с другими ситэнно на Северном полюсе, перед этим вспомнив, что знал Воительниц в прошлом и кем для него была Сейлор Марс.
Из всех ситэнно Джедайт единственный сохранил свою изначальную внешность и манеры в игровом сериале. Он полностью подчинён Королевой Берилл. Полностью преданный Берилл, он отказывается признавать Эндимиона как своего настоящего господина до самого конца сериала.
В первом официальном опросе популярности персонажей Sailor Moon Джедайт ранжирован на 20-е место из 38.
В аниме Джедайта озвучивал Масая Оносака. В сериале его роль сыграл Дзюн Масуо, а в мюзиклах его роль исполняли Сусуму Футабаси и актриса Юхка Асами.

### Нефрит
Нефрит (яп. ネフライト Нэфурайто) — второй из ситэнно, появившийся в произведениях, и второй по рангу в четверке. Такэути описывает его как самоуверенного и эмоционального. Он — второй по возрасту, ему около 19 лет, и возглавляет Североамериканское отделение Тёмного Королевства. Он назван в честь минерала нефрита.
Основная задача Нефрита в манге — обнаружить Серебряный Кристалл, но он также стремится отомстить за смерть Джедайта, и это — основная движущая сила для всех его действий. Он использует свою женскую «тень» для атак на своих жертв, беря контроль над их телами и высасывая энергию. Он был убит Сейлор Юпитер после того, как использовал Мотоки для манипулирования её эмоциями.
В аниме Нефрит предположил, что большее количество энергии может быть получено, если сконцентрироваться на одном человеке, а не пытаться получить энергию у толпы, как делал Джедайт. Расположившись в заброшенной церкви, он использовал предсказание по звездам, чтобы найти тех людей, чей энергетический потенциал максимален. В свою очередь его дразнил его будущий последователь Зойсайт. В отличие от Джедайта Нефрит использовал лишь одно альтер эго, Масато Сандзёин, успешный бизнесмен и светский лев.
Выполняя свои миссии, Нефрит непреднамеренно привлекает внимание лучшей подруги Усаги, Нару. Чёрный Кристалл, созданный им, чтобы найти серебряный, вместо этого реагирует на любовь Нару к нему. В конце он отвечает на её чувства и выбирает смерть от руки Зойсайта, чтобы спасти Нару, и умирает у неё на руках. Дразен назвал это неожиданным развитием сюжета для зрителей, привыкших к счастливым концам. Дразен описывает это как сцену искупления, указывая на то, что перед смертью Нефрит улыбается, что Дразен посчитал невозможным для него в прошлом, но любовь сделала из него человека.
В Sailor Moon Crystal, как и в манге, вторым начинает поиски Серебряного Кристалла и сборы энергии для Метарии, начавшиеся на маскараде. Позднее, он гипнотизирует женихов с помощью ёмы. Его атакует Сейлор Юпитер, но в отличие от оригинальной манги, погибает только ёма, а сам Нефрит вспоминает, что видел раньше воительницу. Погибает вместе с остальными ситэнно на Северном полюсе, вспомнив перед этим о службе Эндимиону и влюбленности в Сейлор Юпитер.
В игровом сериале Нефрит главный противник Джедайта за благосклонность Королевы Берилл, считающей его бесполезным. Его внешний вид в этой версии сильно изменился, и он изображается как горячий и жестокий. Несколько раз побеждённый сейлор воинами и дразнимый другими ситэнно, он был убит Королевой Берилл для демонстрации её силы. Позже он переродился в Токио в качестве обычного человека, сохранив все свои воспоминания, и получил работу в караоке. Там он завёл дружбу с Ами Мидзуно, которая проявила к нему заботу, пока была Тёмная Меркурий. В конце сериала он вернулся с другими ситэнно как один из телохранителей Эндимиона.
В аниме Нефрит говорит голосом Кацудзи Мори. В сериале его роль исполняет Хироюки Мацумото, в мюзиклах его сыграло два актёра: Тосикадзу Сэйкэ и Сюусукэ Ёда.
Нефрит поделил 17-е место среди лучших мужских персонажей в опросе Animage в мае 1993 года вместе с персонажем из «Zettai Muteki Raijin-Oh».

### Зойсайт
Зойсайт (яп. ゾイサイト Дзойсайто) — третий появившийся ситэнно и третий по рангу среди них. Из всей четвёрки персонаж претерпел больше других изменений из версии в версию. Он — самый младший из них, ему около 16—17 лет, описывается Такэути как наименее ожесточённый и наиболее избалованный. Он руководит европейским отделением Тёмного Королевства и назван в честь минерала цоизита.
Зойсайт появляется в манге почти также, как его предшественник, сначала дразня Нефрита, а затем желая отомстить за его смерть. В то же время он вплотную работает с последним оставшимся ситэнно, Кунсайтом, делясь идеями и стратегиями. Ища Серебряный Кристалл, он использует выпуски новостей и пресс-релизы, чтобы население Токио помогло ему в поисках, а затем забирает их энергию, когда они проваливаются. Он почти победил Сейлор Воинов, но был убит неожиданной атакой Сейлор Венеры.
В аниме Зойсайт появляется одновременно с Нефритом, издеваясь над последним в каждой серии и в конце организовывая его гибель. Он более удачлив, чем все его предшественники, так как ему удаётся собрать все семь фрагментов Серебряного Кристалла, и он почти преуспел в убийстве Сейлор Мун, но Такседо Маск принял удар на себя. Тогда же открывается, что эти двое — принцесса Серенити и принц Эндимион. Неизвестно для него, королева Берилл влюблена в Эндимиона и в гневе убивает Зойсайта.
Зойсайт более женственен в аниме, чем в манге, часто маскируется под женщину (в серии 33 он притворяется Сейлор Мун) или окружает себя лепестками цветов. Как и в манге, он работает вместе с Кунсайтом, но в аниме они вовлечены в гомосексуальные отношения, и Зойсайт буквально липнет к нему за поддержкой и наставлениями. Из-за этого, например, в переводе на английский компанией DiC (а также и в немецкой, французской, итальянской, испанской и др. версиях) Зойсайта сделали женщиной, а в версии 2х2 телемаркет перед смертью Зойсайт к фразе: «Я всегда любил вас, лорд Кунсайт», — добавляет: «как отца».
В Sailor Moon Crystal пользуется тем, что Такседо Маск объявил по ТВ о поиске Серебряного Кристалла, чтобы найти его для Берилл. Едва ли не убивает Сейлор Мун и Такседо Маска, но попадает под атаку появившейся Сейлор Венеры. В отличие от остальных ситэнно, в новой экранизации не дается сцен, где он вспоминает о своей влюбленности в одну из воительниц (предположительно, Сейлор Меркурий). Погибает вместе с остальными ситэнно на Северном полюсе, вспомнив о прошлой жизни.
В игровом сериале Зойсайт — таинственный пианист, использующий магические песни для поиска скрытой Лунной принцессы. В дополнение к его собственному «Реквиему для принцессы» он исполняет такие композиции как «Fantaisie-Impromptu» Фредерика Шопена и «Лунная соната» Бетховена. Он мало волнуется о Королеве Берилл и первым признаёт Эндимиона как своего господина. После поражения от Сейлор Венеры и возрождения силой королевы Металлии он игнорирует Берилл и использует свою магию, чтобы достигнуть Эндимиона и восстановить память всем ситэнно. Его преданность Эндимиону такова, что он предлагает свою собственную жизнь в обмен на жизнь принца, и когда королева Берилл просит жизнь Усаги взамен, Зойсайт пытается убить её. С этого пути его увлекает прочь Эндимион. И Зойсайт погибает, защищая Сейлор Мун, а затем оказывается воскрешённым вместе с другими генералами.
Зойсайта озвучивал сэйю Кэйити Намба. В сериале его роль исполнил Ёсито Эндо, а в мюзиклах его изображало четверо актёров: Тоситака Акита, Мисао Идоно, Акира Томэмори и Канамэ Аоки.
Зойсайт был третьим по популярности мужским персонажем аниме в голосовании Animage в мае 1993 года.

### Кунсайт
Кунсайт (яп. クンツァイト Кунцайто) — четвёртый и последний член ситэнно и старший в ранге. Он носит короткий меч, и Такэути описывает его, как величайшего из четверых, с величием арабского короля. Она также признаёт, что испытывает тёплые чувства к нему, как к персонажу. Ему около 25—26 лет, и он возглавляет отделение Тёмного Королевства на Среднем Востоке, и носит имя в честь минерала кунцита. В отличие от других он носит белый плащ в дополнение к своей униформе.
В манге Кунсайт впервые появляется, дающим советы Зойсайту и, в конце концов, становится правой рукой Королевы Берилл, когда гибнут другие ситэнно. Он побеждает сейлор воинов на башне Токио и почти убивает Сейлор Мун, но Такседо Маск принимает удар за неё и тогда открывается, что они являются принцем Эндимионом и принцессой Серенити. Помня, что раньше он служил Эндимиону, Кунсайт сомневается в том, кому он должен подчиняться теперь, так что Берилл помещает на его лоб кристалл, делая из него практически зомби. Понадобилась сила всех воинов, чтобы победить его. После чего он появился как дух и сказал Эндимиону, где находится слабое место королевы Металлии.
В аниме Кунсайт и Зойсайт намного ближе друг другу, любовники, а не только союзники. После смерти Зойсайта Кунсайт остаётся верен Королеве Берилл, хотя ему совершенно не нравится сражаться вместе с околдованным принцем Эндимионом, которого он винит в смерти Зойсайта. Ближе к концу сериала он сражается с сейлор воинами и побеждает их всех, кроме Сейлор Мун: его атака отражается от неё и убивает его.
В Sailor Moon Crystal так же, как и в аниме, старший среди ситэнно. Он вызывает принцессу, которой в это время притворялась Сейлор Венера, на бой, и за ней идут и остальные воительницы, чтобы защитить её. Кунсайт атакует Такседо Маска, заслонившего собой Сейлор Мун и смертельно ранит его, тем самым пробуждая настоящую принцессу Серенити, которой является Усаги. Помимо этого, Сейлор Венера просит его вспомнить о прошлом, в том числе и о его чувствах к ней. В самый последний момент перед гибелью это случается, и прежде чем погибнуть он смотрит на неё и говорит: «Венера». Любовная история с Сейлор Венерой также упоминается Кайто Эйсом в манге о Сейлор Ви.
В телесериале Кунсайт впервые появляется с некоторой формой амнезии под именем Син, с кем Усаги пытается подружиться. Его воспоминания восстанавливает Королева Берилл, которая спрятала его до тех пор, пока он не понадобился ей. Его действия к пробуждению королевы Металлии в основном мотивированы личными целями, и он непочтителен по отношению к Берилл, временами вплоть до неподчинения. Впрочем, большую часть времени он работает вместе с ней ради общих целей, и это он превращает Сейлор Меркурий в тёмного воина. Кунсайт быстро вспоминает, что Эндимион был его господином в прошлой жизни, но он чувствует глубокое презрение к принцу, веря, что он предал ситэнно в прошлые годы и оставил их умирать. В конце же он защищает Эндимиона от атаки Джедайта и признаётся ему в преданности перед своей смертью.
В оригинальном аниме Кунсайта озвучивал Кадзуюки Согабэ. В телесериале его роль сыграл Акира Кубодэра, а в мюзиклах его представляли Юта Мотидзуки, Рюдзи Касахара, Хидэка Асано и актриса Мики Кавасаки.

## Слуги

### Тёмный Эндимион
Тяжело раненный Мамору был похищен Берилл и превращён в Тёмного Эндимиона (впервые появился таким в 38-й серии). В отличие от светлой стороны стреляет чёрной розой. Стремится убить Сейлор Мун и других воинов в матросках, коварен и лжёт для достижения цели. В конце первого сезона Берилл заставила Усаги сражаться с ним, но благодаря бесконечной любви Усаги Эндимион был спасён.

### Тёмная Меркурий
В «Pretty Guardian Sailor Moon» Кунсайт устраивает эксперимент, в котором он обращает одного из сейлор воинов ко злу. В 20 акте он похищает Ами Мидзуно, которая была одна и огорчена тем, что воины отдалились друг от друга, и отдает её силе королевы Метариа, изменившей её в Тёмную Меркурий. В её униформе появились мотивы чёрного цвета и она начинает использовать «тёмные» силы и меч-сосульку. Кунсайт всё время находится рядом с ней, вытаскивая её каждый раз, когда Сейлор Мун пытается её вылечить. Являясь частью Тёмного королевства, Меркурий становится такой же высокомерной, как и её союзники, но она проявляет немного доброты к Нефриту. Королева Берилл посчитала эксперимент интересным, но не очень-то поверила в него. В конце Тёмная Меркурий почти убивает Сейлор Мун, но знание того, что она причинила вред своей подруге, возвращает истинную её, не оставив воспоминаний о себе-тёмной.

### Мио Куроки
Мио Куроки — персонаж, который фигурирует только в игровом сериале. Внешне — это новая молодёжная звезда, чья визитная песня, «Change of Pace», может сравниться с песней Минако Айно «C’est la Vie». Как и Минако, она хороша в волейболе.
Мио — «тень» Королевы Берилл, созданная ей и Джедайтом между 25 и 28 актами. Целями её жизни было быть глазами и ушами Берилл в мире людей, доставить Мамору Чибу королеве и вообще сделать жизнь воинов в матросках настолько сложной, насколько это возможно, особенно Усаги. Для этого она старается стать подругой Усаги. Она также вредит людям, которые видят её насквозь, как например Нару Осака, и постоянно пытается обойти Минако во всём со смешанным результатом.
Её пытается уничтожить Металия, но она полностью не погибла, хотя у неё ушло 4 года, чтобы восстановиться без помощи силы Королевы Берилл. Всё же она вернулась в Special Act и попробовала восстановить Тёмное королевство с ней в качестве королевы, а Мамору — короля. Осознав, что Мамору всегда будет любить Усаги, она превратилась в свою истинную форму: ужасный гигантский чёрный цветок. Она была окончательно уничтожена совместной атакой всех воинов (кроме Марса).

## Тёмное агентство
В «Codename: Sailor V» Минако встречается с тёмным агентством, группой злодеев, маскирующихся под агентство талантов. В последней главе манги становится известно, что агентство было создано Тёмным королевством. После того, как Сейлор Ви победила их лидера, агентство было расформировано и Тёмное королевство начало действовать непосредственно. Они никогда не упоминались в манге «Сейлор Мун» или других продолжениях.

### Данбурит
Данбурит — подчинённый ситэнно в манге «Sailor V». Он принимает человеческую форму как Асэ Кайто, возлюбленный Минако Аино, и сражается вместе с ней, пока не становится известна его настоящая личность как слуги Тёмного королевства и главы Тёмного агентства. Позже становится известно, что в прошлой жизни он был Адонисом, простым солдатом в армии принцессы Венеры. Позже он служил в армии Эндимиона. Он был влюблён в принцессу Венеры, но любовь была безответной. Это от него Минако узнала о существовании Тёмного королевства и присоединилась к сейлор воинам. В ключевые моменты у него на лбу появляется символ Венеры.

## Демоны
Демоны (ёма (яп. 妖魔 ё:ма, привидение, призрак, чудовище)) — монстры дня в первой арке аниме Сейлор Мун и телесериале. Все ситэнно, также как королева Берилл и даже король Металия, используют ёма для достижения своих целей. Происхождение ранних ёма неизвестно, но позже в аниме ёмы создаются из людей. Последние могут быть возвращены в нормальную форму Сейлор Мун.

### Семь дайёма
В аниме Семь великих ёма (яп.  Дайё:ма) — наиболее могущественные из ёма Тёмного королевства. Благодаря силе королевы Серенити, они были запечатаны семью отдельными частями Серебряного кристалла и отправлены на Землю, где века спустя переродились, не сохранив воспоминаний о своём прошлом существовании. Зойсайт пробуждает их друг за другом, и только Сейлор Мун излечивает их и возвращает назад человеческую форму.
- Гэсэн (яп. ゲーセーン Гэ:сэ:н): хранитель красного радужного кристалла.[29] Его имя — сокращение от английского «game center» (рус. игровой центр). Переродился как безымянный парень по прозвищу «Крэйн-Гейм-Джо» (Crane Game Joe).
- Бокуси (яп. ボクシー Бокуси): хранитель оранжевого радужного кристалла.[30] Во время сражений, Бокуси подражает Мухамеду Али. Переродился как безымянный священник на кладбище в Иокогаме. Его имя — игра слов между бокуси, означающим «священник», и бокусингу, значащим «бокс».
- Бумбо (яп. ブンボー Бумбо:): хранитель жёлтого радужного кристалла, он возродился как Рё Урава, в которого влюбилась Ами.[31]
- Бина (яп. ビーナ Би:на): хранитель зелёного радужного кристалла. Напоминает внешне ангела, её атаки связаны с искусством.[32] Переродился, как художница Юмэми Юмэно (яп. 夢野ユメミ Юмэно Юмэми, фамилия дословно означает «мечтающая»).
- Рикокэйда (яп. リコケイダー Рикокэйда:): хранитель синего радужного кристалла. Переродился как Рэйка Нисимура, девушка Мотоки.[33]
- Дзидзи (яп. ジジ Дзидзи)(Pox): хранитель голубого радужного кристалла. Они-подобный демон, переродившийся в современное время как дедушка Рэй.[34]
- Бакэнэ (яп. バケーネ Бакэ:нэ): хранитель фиолетового радужного кристалла. Похожий на кошачьих демонов. Был перерождён как кот по имени Ретт Батлер и положил глаз на Луну. Имя кота и его хозяина — Охары — совпадают с именами главных героев «Унесенных ветром».[35]

### Демоны в телесериале
В Pretty Guardian Sailor Moon демоны-ёма служат тем же целям, что и в аниме. Дизайн отдельных демонов не связан тематически с сюжетом серии. Большинство демонов было сыграно актёрами в костюмах, и только двое были нарисованы на компьютере. Они никогда не разговаривают и подчиняются ситэнно.
Во второй части сериала начали массово появляться демоны в плащах после того, как стало известно, что Сейлор Мун является принцессой. Они подчиняются напрямую Металии и способны быстро перемещаться и проникать сквозь предметы. Костюмы этих ёма были взяты из реквизита Golem Soldiers/Putty Patrol из сериалов Kyōryū Sentai Zyuranger/Mighty Morphin Power Rangers с добавлением плащей.
Демон Металии
В 41 акте телесериала оставшиеся ёмы объединились в одного. Получившееся создание служило напрямую Металии, собирая для него энергию отовсюду, откуда могло. Благодаря этой энергии ёма смог выдержать атаки воинов в матросках. В 45 акте Металия переселился в его тело, чтобы забрать всю энергию в мире, но вскоре покинул его. С помощью совместной атаки демон был уничтожен. Пока в нём находился Металия, ёма мог разговаривать.